# クロウフォード郡 (ウィスコンシン州)
クロウフォード郡（英: Crawford County）は、アメリカ合衆国ウィスコンシン州の南西部に位置する郡である。2010年国勢調査での人口は16,644人であり、2000年の17,243人から3.5％減少した。郡庁所在地はプレーリードゥシーン（人口5,911人）であり、同郡で人口最大の都市でもある。クロウフォード郡は、ブラウン郡と共に、1818年にミシガン準州議会によって設立されたウィスコンシンの領域では最初の郡である。郡名は当時のジェームズ・モンロー政権でアメリカ合衆国財務長官を務めていたウィリアム・H・クロウフォードに因んで名付けられた。当初の領域は、現在のウィスコンシン州西半分だった。1836年にミシガンが州に昇格するときに新設されたウィスコンシン準州に移管され、その後新しい郡の創設のために分割されて現在の領域になった。

## 地理
アメリカ合衆国国勢調査局に拠れば、郡域全面積は599平方マイル (1,551.4 km2)であり、このうち陸地573平方マイル (1,484.1 km2)、水域は27平方マイル (69.9 km2)で水域率は4.43％である。
郡内には77の湖と下記3つの川がある。
- キカプー川、「ウィスコンシン州で最も曲がりくねった川」とも言われ、氷河の後退によって形作られた。アメリカ合衆国中西部で、最も急流下りに適した川の1つと考えられている。
- ウィスコンシン川、郡南部境界を流れる。州内でも通行量の多い川だが、流れは穏やかで、高い崖や砂の多い島がある。
- ミシシッピ川、郡西部境界を流れる。急峻な石灰岩の崖がプレーリーの間に散在している。

### 主要高規格道路
- アメリカ国道18号線
- アメリカ国道61号線
- ウィスコンシン州道35号線
- ウィスコンシン州道27号線
- ウィスコンシン州道60号線
- ウィスコンシン州道82号線
- ウィスコンシン州道131号線
- ウィスコンシン州道171号線
- ウィスコンシン州道179号線

### 隣接する郡
- バーノン郡 - 北
- リッチランド郡 - 東
- グラント郡 - 南
- クレイトン郡 (アイオワ州) - 南西
- アラマキー郡 (アイオワ州) - 西

### 国立保護地域
- ミシシッピ川上流国立野生生物魚類保護区（部分）

## 人口動態

2000人口ピラミッド

以下は2000年国勢調査による人口統計データである。
| 基礎データ - 人口: 17,243人 - 世帯数: 6,677 世帯 - 家族数: 4,613 家族 - 人口密度: 12人/km2（30人/mi2） - 住居数: 8,480軒 - 住居密度: 6軒/km2（15軒/mi2） 人種別人口構成 - 白人: 97.31% - アフリカン・アメリカン: 1.35% - ネイティブ・アメリカン: 0.21% - アジア人: 0.26% - 太平洋諸島系: 0.01% - その他の人種: 0.17% - 混血: 0.68% - ヒスパニック・ラテン系: 0.75% 先祖による構成 - ドイツ系：33.6％ - ノルウェー系：16.0％ - アイルランド系：11.4％ - チェコ系：7.2％ - イギリス系：7.2％ - アメリカ人：6.4％ | 年齢別人口構成 - 18歳未満: 26.2% - 18-24歳: 8.1% - 25-44歳: 25.0% - 45-64歳: 24.8% - 65歳以上: 16.0% - 年齢の中央値: 39歳 - 性比（女性100人あたり男性の人口） - 総人口: 102.2 - 18歳以上: 99.3 世帯と家族（対世帯数） - 18歳未満の子供がいる: 31.6% - 結婚・同居している夫婦: 56.7% - 未婚・離婚・死別女性が世帯主: 8.4% - 非家族世帯: 30.9% - 単身世帯: 26.7% - 65歳以上の老人1人暮らし: 13.0% - 平均構成人数 - 世帯: 2.48人 - 家族: 3.00人 |

## 都市と町
| 都市                                | 村 | 町 | 未編入の町 | 未編入の町 |
| ----------------------------------- | --- | --- | --- | --- |
| - プレーリードゥシーン - 郡庁所在地 | - ベルセンター - イーストマン - フェリービル - ゲイズミルズ - リンクスビル - マウントスターリング - ソルジャーズグローブ - ストイベン - ウォーゼカ | - ブリッジポート - クレイトン - イーストマン町 - フリーマン - ヘイニー - マリエッタ - プレーリードゥシーン町 - スコット - セネカ - ユーティカ - ウォーゼカ町 | - バーナム - ボイドタウン - チャーム - イースターロック - フェアビュー - ハーモニーヒル - モンゴメリービル - マウントザイオン - ピーターズバーグ | - パインノブ - プラグタウン - リード - ライジングサン - ローリンググラウンド - セネカ - タワービル - ホワイトコーナーズ |